# Ed Banach

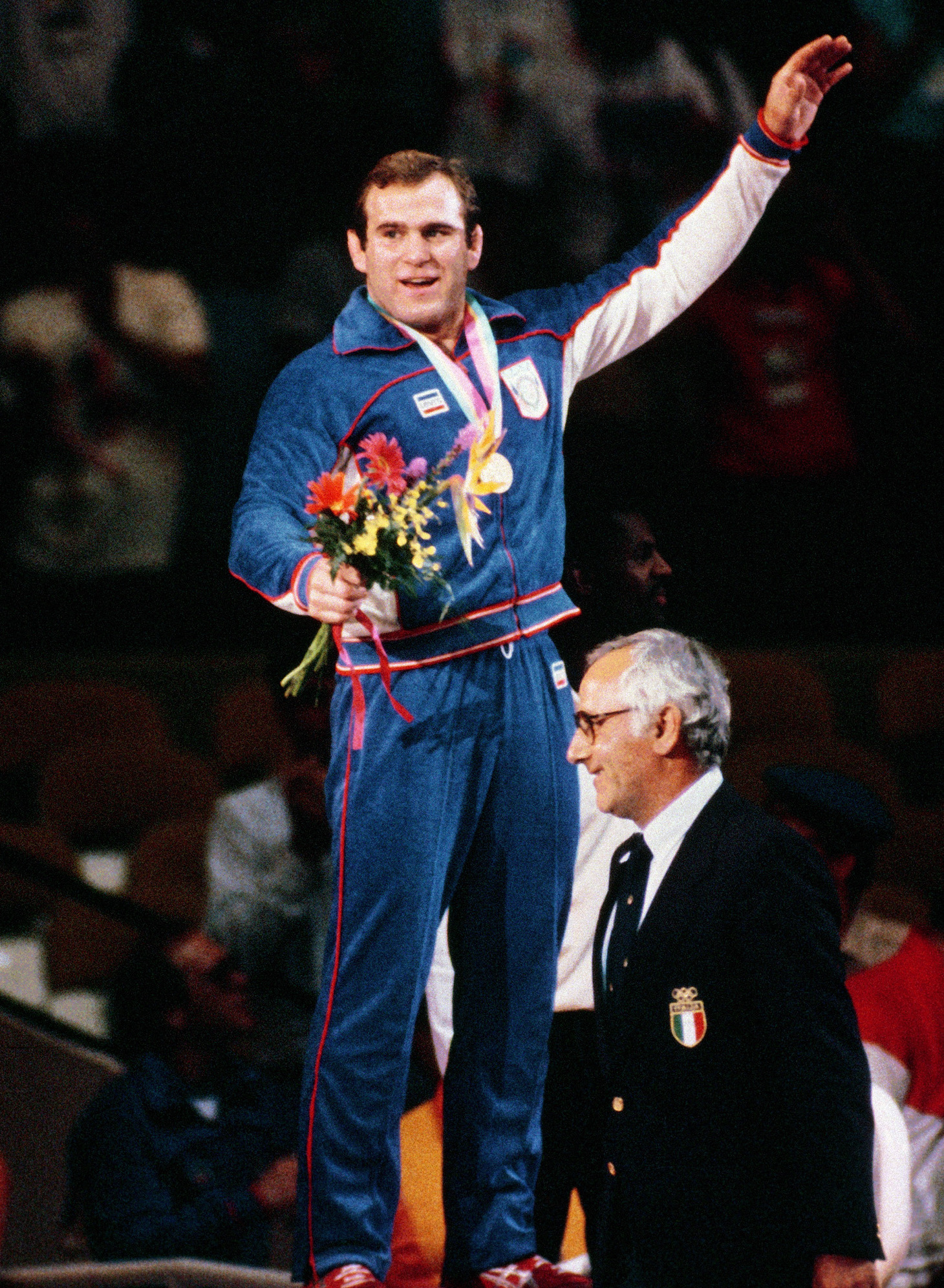
Ed Banach 1984

Edward Joseph „Ed“ Banach (* 6. Februar 1960 in Newton, New Jersey) ist ein ehemaliger US-amerikanischer Ringer. Er war Olympiasieger 1984 im freien Stil im Halbschwergewicht.

## Werdegang
Im Alter von zwei Jahren zog Ed Banach mit seiner Familie nach Port Jervis, New York. Dort besuchte er zusammen mit seinem Zwillingsbruder Lou die High School. Unter dem Eindruck der Olympiasiege von Dan Gable und den Gebrüdern Peterson bei den Olympischen Spielen 1972 in München, beschlossen beide gemeinsam mit einem dritten Bruder, Steve, mit dem Ringen zu beginnen. Sie taten das an der Port Jervis High School und beim Port Jervis Varsity Wrestling Team. Trainiert wurden sie zu Beginn ihrer Karriere von Phil Chase und Mark Fowler. Wie an den High Schools üblich rangen sie nur im freien Stil.
Im Jahre 1977 feierte Ed Banach seinen größten Erfolg als High-School-Ringer mit dem Gewinn des Titels des Staates New York. Ab 1979 besuchte er die University of Iowa. Er entwickelte sich dort beim Trainer Dan Gable im Hawkeye Wrestling Club ringerisch weiter und startete ab 1980 bei den sog. NCAA-Championships, den US-amerikanischen Studentenmeisterschaften. Innerhalb des US-amerikanischen Ringens kommen diesen Meisterschaften eine enorme Bedeutung zu, denn die meisten und die besten US-amerikanischen Ringer stammen aus dem Studentenlager.
1980 gewann er bei diesen Meisterschaften den Titel im Mittelgewicht vor Dave Allen und Colin Kilrain. Auch im nächsten Jahr war er erfolgreich, allerdings im Halbschwergewicht. 1982 musste er bei den NCAA-Championships Mark Schultz den Vortritt lassen. 1983 gewann er aber im Schwergewicht seinen dritten NCAA-Meistertitel vor Mike Mann und William Scherr.
Im Gegensatz zu seinem Zwillingsbruder Lou startete Ed Banach in den Jahren 1983 und 1984 auch bei einigen wichtigen internationalen Meisterschaften bzw. Turnieren. Er war im Jahre 1983 bei den Weltmeisterschaften in Kiew im Halbschwergewicht am Start und kam dort auf den 7. Platz. 1984 unterlag er im Finale des Welt Cups in Toledo dem Olympiasieger von 1980 Sanassar Howhannisjan aus der Sowjetunion, belegte aber hinter diesem den 2. Platz vor Schukri Ljutwiew aus Bulgarien.
Im Jahre 1984 startete er, hervorragend vorbereitet von Dan Gable, bei den Olympischen Spielen in Los Angeles im Halbschwergewicht. Er siegte dort über Herbert Lins, Österreich, Ismail Temiz, Türkei, Clark Davis, Kanada, Abdul Majeed, Pakistan und im Endkampf gegen Akira Ōta aus Japan, den er mit 15:3 techn. Punkten deklassierte. Damit gewann er in überlegenem Stil die olympische Goldmedaille.
Ed und Lou Banach sind damit zusammen mit den Gebrüdern Anatoli und Sergei Beloglasow, die beide 1980 in Moskau Olympiasieger im Ringen wurden, die einzigen Zwillingspaare, die bei den gleichen Olympischen Spielen jeweils eine Goldmedaille gewannen.
Nach den Olympischen Spielen 1984 beendet Ed Banach, genauso wie sein Bruder Lou, seine internationale Ringerkarriere, obwohl er erst 24 Jahre alt war. Er war einige Zeit lang als Assistenztrainer an der University of Iowa tätig und arbeitete jetzt in der Verwaltung der Sportabteilung dieser Universität. Für seine Verdienste um den Ringersport wurde er 1993 in die National Wrestling Hall of Fame aufgenommen.

## Internationale Erfolge
| Jahr | Platz | Wettbewerb                | Gewichtsklasse | |
| 1983 | 7.    | WM in Kiew                | Halbschwer     | Sieger Petr Naniew, UdSSR vor Iwan Guinow, Bulgarien u. Uwe Neupert, DDR                                                        |
| 1984 | 2.    | Welt-Cup in Toledo (Ohio) | Halbschwer     | hinter Sanassar Howhannisjan, UdSSR, vor Schukri Ljutwiew, Bulgarien, Roberto Limonta, Kuba u. Steve Marshall, Kanada           |
| 1984 | Gold  | OS in Los Angeles         | Halbschwer     | mit Siegen über Herbert Lins, Österreich, Ismail Temiz, Türkei, Clark Davis, Kanada, Abdul Majeed, Pakistan u. Akira Ōta, Japan |

## Nationale Erfolge
| Jahr | Platz | Wettbewerb          | Gewichtsklasse |                                         |
| 1980 | 1.    | NCAA-Championships  | Mittel         | vor Dave Allen u. Colin Kilrain         |
| 1981 | 1.    | NCAA-Championships  | Halbschwer     | vor Charlie Heller u. Colin Kilrain     |
| 1982 | 2.    | NCAA-Championships  | Mittel         | hinter Mark Schultz, vor Charlie Heller |
| 1983 | 1.    | NCAA-Championships  | Schwer         | vor Mike Mann u. William Scherr         |
| 1983 | 1.    | WM-Ausscheidung     | Halbschwer     |                                         |
| 1984 | 1.    | Olympiaausscheidung | Halbschwer     |                                         |

Anm.: alle Wettkämpfe im freien Stil, OS = Olympische Spiele, WM = Weltmeisterschaften, NCAA-Championships = US-ameri. Studentenmeisterschaften, Mittelgewicht, bis 82 kg, Halbschwergewicht, bis 90 kg u. Schwergewicht, bis 100 kg Körpergewicht